# Vintage White
Vintage White è il terzo album raccolta della cantante giapponese Megumi Hayashibara uscito l'11 giugno 2011 per la King Records. L'album ha raggiunto la nona posizione della classifica degli album più venduti in Giappone, vendendo 25 875 copie.

## Tracce
CD 1
1. Yoake no Shooting Star (夜明けのShooting Star) – 4:52
2. Nijiiro no Sneaker (虹色のSneaker) – 4:17
3. Kimi no Answer (君のAnswer) – 3:55
4. BECAUSE – 4:21
5. Bon Voyage! – 4:25
6. -Life- – 4:06
7. Give a reason – 4:27
8. I'll be there – 5:27
9. Successful Mission – 4:10
10. Hanareteitemo (はなれていても) – 4:15
11. don't be discouraged – 4:11
12. Good Luck – 4:33
13. Thirty – 4:48
14. raging waves – 5:00
15. Kimi ni Aete Yokatta (君に逢えてよかった) – 4:41
16. Ame Nochi Kumori Nochi Hare... (雨のち曇りのち晴...) – 5:01

CD 2
1. Sakura Saku (サクラサク) – 3:12
2. Over Soul – 3:52
3. feel well – 4:40
4. Northern lights – 3:29
5. Tokyo Boogie Night (2002 version) – 3:08
6. KOIBUMI – 4:51
7. Asa Hitsujiki Yoru Watari (朝未き・夜渡り) – 4:59
8. Makenaide, Makenaide... (負けないで、負けないで…) – 4:43
9. Meet again – 4:46
10. 4 Gatsu no Yuki (4月の雪) – 6:10
11. Plenty of grit – 4:48
12. Shuuketsu no Sono e (集結の園へ) – 5:02
13. Shuuketsu no Sadame (集結の運命) – 5:21
14. JUST BEGUN – 5:25
15. Heart Bridge – 4:38
16. Re:Starting again – 4:40